# Magyar Nemzeti Táncegyüttes
A Magyar Nemzeti Táncegyüttes Magyarország egyik legnagyobb létszámú,  hivatásos néptáncegyüttese. „Anyanyelve” a Kárpát-medence néptánckincse, amelyből a nagy-formátumú történelmi táncjátékoktól az autentikus folklór műsorokig, a dramatikus táncszínházi előadásoktól a népi hagyományainkon alapuló mesedarabokig terjedő, sokszínű repertoár építkezik. Valamennyi produkció közös jellemzője a rendkívüli dinamika, a néptáncok virtuozitása és a színpadképek látványossága.
Az együttes Budapesten, vidéken és a világ szinte minden pontján, Japántól Észak-Amerikáig hirdeti, a magyar kultúra sokszínűségét, szépségét és gazdagságát.
Művészeti vezetője Zsuráfszky Zoltán Kossuth-díjas táncművész, koreográfus, érdemes- és kiváló művész.
Fontosabb előadások:
- 2014: Napszédítő/Páva-variációk, Székely Dózsa György, Sírnak a harangok
- 2015: Körhinta (a Nemzeti Színházzal közös produkció), Sárkánymese
- 2016: Drakula utolsó tánca, Táncrapszódia, Pesti srácok
- 2017:Csíksomlyói passió (a Nemzeti Színházzal közös produkció), KIEGYEZÉS/150, BALLARE - Inspirációk Arany-balladákra
- 2018: Egri csillagok (a Nemzeti Színházzal közös produkció)[1]